# Globba gracilis
Globba gracilis är en enhjärtbladig växtart som beskrevs av Karl Moritz Schumann. Globba gracilis ingår i släktet Globba och familjen Zingiberaceae. Inga underarter finns listade i Catalogue of Life.